# Tejat Prior

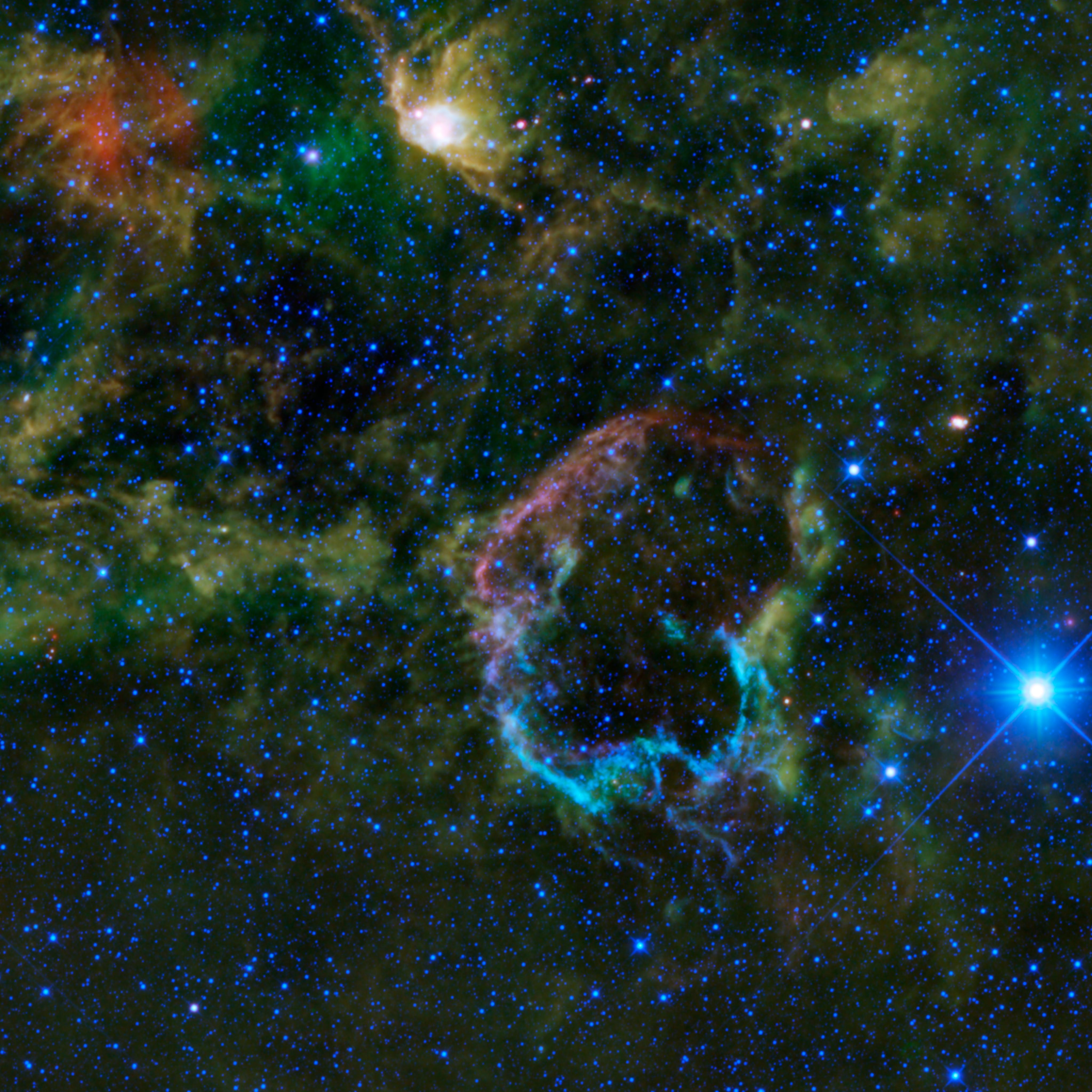
This oddly colourful nebula is the supernova remnant IC 443. IC 443 is the remains of a star that went supernova somewhere between 5,000 and 10,000 years ago.

Tejat Prior (η Geminorum / η Gem / 7 Geminorum) es una estrella de magnitud aparente +3,32 en la constelación de Géminis. El término Tejat proviene de una palabra árabe de origen desconocido, mientras que la palabra Prior diferencia a esta estrella de la vecina Tejat Posterior (μ Geminorum), visualmente a menos de 2º. También se la conoce con el nombre de Propus, de origen griego, cuyo significado es «pie delantero».
Tejat Prior es una gigante roja de tipo espectral M3IIIab y 3600 K de temperatura. Situada a 350 años luz del sistema solar, brilla con una luminosidad 2400 veces mayor que la del Sol. Tiene un radio 130 veces más grande que el radio solar; si estuviera en el centro del sistema solar, su superficie prácticamente llegaría hasta la órbita de Venus. Es una estrella variable clasificada como semirregular, con un brillo variable entre magnitud aparente +3,15 y +3,90 a lo largo de un período de 234 días.
Junto a la estrella principal, Tejat Prior A, dos estrellas más conforman el sistema estelar. A 7 UA de distancia, una compañera (probablemente de tipo espectral B) completa una órbita alrededor de la estrella principal cada 8,2 años. Más alejada, a 1,4 segundos de arco (que equivalen a una distancia mínima de 150 UA), se encuentra una segunda acompañante de tipo espectral F o G, Tejat Prior B, cuyo período orbital alrededor del par interior es superior a 700 años.
Tejat Prior era la estrella más cercana a Urano cuando este fue descubierto el 13 de marzo de 1781 por William Herschel.